# Anopheles merus
Anopheles merus este o specie de țânțari din genul Anopheles, descrisă de Donitz în anul 1902. Conform Catalogue of Life specia Anopheles merus nu are subspecii cunoscute.